# Bá vương đường phố
Bá vương đường phố (tựa gốc tiếng Anh: Street Kings) là bộ phim hình sự - hành động - tâm lý Mỹ của đạo diễn David Ayer, phát hành vào năm 2008. Phim có sự tham gia của diễn viên Keanu Reeves, Forest Whitaker, Hugh Laurie, Chris Evans, Amaury Nolasco, John Corbett, Common và Cle Shaheed Sloan. Câu khẩu hiệu của phim là "Their city. Their rules. No prisoners" (dịch tiếng Việt: "Thành phố của họ. Luật của họ. Không có tù nhân").
Ban đầu bộ phim có tựa đề The Night Watchman nhưng sau này được đổi thành Street Kings. Phần tiếp theo của Street Kings là Street Kings 2: Motor City đã được phát hành vào năm 2011.

## Nội dung
Tom Ludlow, người nghiện rượu sau cái chết của vợ, là thám tử của đơn vị Vice-Special của Sở Cảnh sát Los Angeles. Anh gặp một băng đảng Hàn Quốc để giao dịch buôn lậu vũ khí mà anh tin rằng bọn này đã bắt cóc hai cô gái tuổi teen. Trong lúc giao dịch, anh để chúng đánh anh và cướp xe của anh cùng với một khẩu súng máy trên xe. Băng đảng không hề hay biết một thiết bị định vị trên xe đã dẫn anh đến nơi ẩn náu của chúng. Khi đến nơi, Ludlow xông vào, giết bọn côn đồ, thay đổi hiện trường để vụ xả súng có vẻ hợp lý, sau đó tìm thấy hai cô gái bị nhốt trong tủ. Trong khi những người còn lại trong đơn vị chúc mừng anh, anh phải đối mặt với cộng sự cũ của mình, Thám tử Terrence Washington, người mệt mỏi với nạn tham nhũng trong ngành cảnh sát và đã bắt đầu báo cáo những nghi ngờ cho Đại úy James Biggs của Bộ Nội vụ, người dường như đang bắt đầu cuộc điều tra chống lại Ludlow.
Ludlow theo Washington đến một cửa hàng tiện lợi để đánh anh ta. Tuy nhiên, Washington bị giết bởi hai tên côn đồ bịt mặt, giả vờ là một vụ cướp. Đoạn video giám sát cho thấy Ludlow đã ẩu đả và sau đó vô tình bắn trúng anh ta trong cuộc đấu súng. Dựa trên điều này, hành động của anh là vô lý và đáng buộc tội. Đại úy Jack Wander tạo ra bằng chứng ngoại phạm cho Ludlow bằng cách yêu cầu anh lấy đoạn phim giám sát và nói với báo chí rằng anh là người đầu tiên đến hiện trường nhưng đã quá muộn để cứu Washington.
DNA của hai tên tội phạm Fremont và Coates được tìm thấy tại hiện trường, cùng với một lượng lớn tiền mặt trong người Washington. Cuộc điều tra cho rằng Washington đã tham nhũng, trộm ma túy từ phòng chứng cứ và bán chúng cho Fremont và Coates. Ludlow sau đó nhờ đến sự giúp đỡ của Thám tử Paul Diskant, người phụ trách bằng chứng pháp y, trong cuộc điều tra của riêng mình. Khi Ludlow và Diskant điều tra, họ tìm thấy một ngôi nhà trên đồi, nơi họ phát hiện thi thể của Fremont và Coates thật được chôn dưới đất; rõ ràng là chúng đã bị giết rất lâu trước cái chết của Washington. Ludlow gặp vợ của Washington và đưa cho cô chiếc đĩa CD giám sát. Anh đồng cảm với cô vì anh đã từng mất vợ, nói với cô rằng anh đã ở bên cạnh Washington khi anh ta chết và thề sẽ trả thù cho anh ta.
Ludlow và Diskant đóng giả cảnh sát bẩn đảm nhận việc tiếp tục bán số ma túy bị trộm. Với sự giúp đỡ của Scribble, họ đã sắp xếp một cuộc gặp với hai tên tội phạm giả danh Fremont và Coates. Ludlow hỏi chúng thực sự là ai, khi Diskant nhận ra chúng, anh ta bị bắn và chảy máu đến chết. Ludlow giết cả hai tên côn đồ và trốn đến nhà bạn gái của mình, nơi anh thấy tin tức nói rằng chúng là cảnh sát chìm của Sở Cảnh sát Quận Los Angeles. Ludlow bị buộc tội giết cảnh sát nhanh đến mức anh hiểu rằng có những kẻ khác đứng sau vụ này. Cùng lúc đó, hai thám tử Cosmo Santos và Dante Demille xông vào và còng tay anh.
Santos và Demille thừa nhận rằng họ đã giết và bỏ DNA của Fremont và Coates cũng như số tiền tại hiện trường vụ sát hại Washington. Ludlow hiểu rằng thực ra Washington đang có ý định thông báo cho Biggs về Wander, thủ phạm thật sự đã trộm ma túy từ phòng chứng cứ. Để hành quyết Ludlow, Santos và Demille đưa anh đến ngôi nhà trên đồi nơi có thi thể của Fremont và Coates thật, nhưng anh đã thoát ra và giết cả hai. Sau đó, anh đến nhà Washington, thấy Trung sĩ Mike Clady đang tìm kiếm đoạn phim giám sát. Ludlow hạ gục Clady trước khi hắn có thể giết vợ của Washington, sau đó nhốt hắn vào cốp xe.
Ludlow đối mặt với Wander tại nhà hắn và còng tay hắn sau một cuộc ẩu đả. Wander thú nhận rằng hắn đang tạo ra bằng chứng phạm tội chống lại một số quan chức cấp cao của sở cảnh sát và các chính trị gia, việc này sẽ giúp hắn trở thành cảnh sát trưởng LAPD và cuối cùng là thị trưởng. Wander khẳng định rằng hắn là bạn và là người cố vấn của Ludlow, cố gắng hối lộ anh bằng một số tiền lớn được giấu trong bức tường, nhưng Ludlow từ chối và bắn chết hắn. Sau đó, Biggs và Trung sĩ Green đến, và Biggs tiết lộ rằng họ đã lợi dụng Ludlow để triệt hạ Wander và truy cập vào hồ sơ của hắn bằng cách cho Ludlow thấy nạn tham nhũng thật sự trong đơn vị của anh. Biggs tạo ra bằng chứng ngoại phạm cho Ludlow. Khi rời đi, Biggs nói với Ludlow rằng sở cảnh sát vẫn cần anh.

## Diễn viên
- Keanu Reeves vai Thám tử Tom Ludlow
- Forest Whitaker vai Đại úy Jack Wander
- Hugh Laurie vai Đại úy James Biggs
- Chris Evans vai Thám tử Paul Diskant
- Cedric the Entertainer vai Winston "Scribble"
- Cle Shaheed Sloan vai Fremont
- Common vai Coates
- The Game vai Grill
- Jay Mohr vai Trung sĩ Mike Clady
- Terry Crews vai Thám tử Terrence Washington
- Naomie Harris vai Linda Washington
- Martha Higareda vai Grace Garcia
- John Corbett vai Thám tử Dante Demille
- Amaury Nolasco vai Thám tử Cosmo Santos
- Clifton Powell vai Trung sĩ Green
- Noel Gugliemi vai Quicks
- Daryl Gates vai Cảnh sát trưởng
- Kenneth Choi vai Boss Kim
- Walter Wong vai Thug Kim